# يعقوب بينكرفيلد

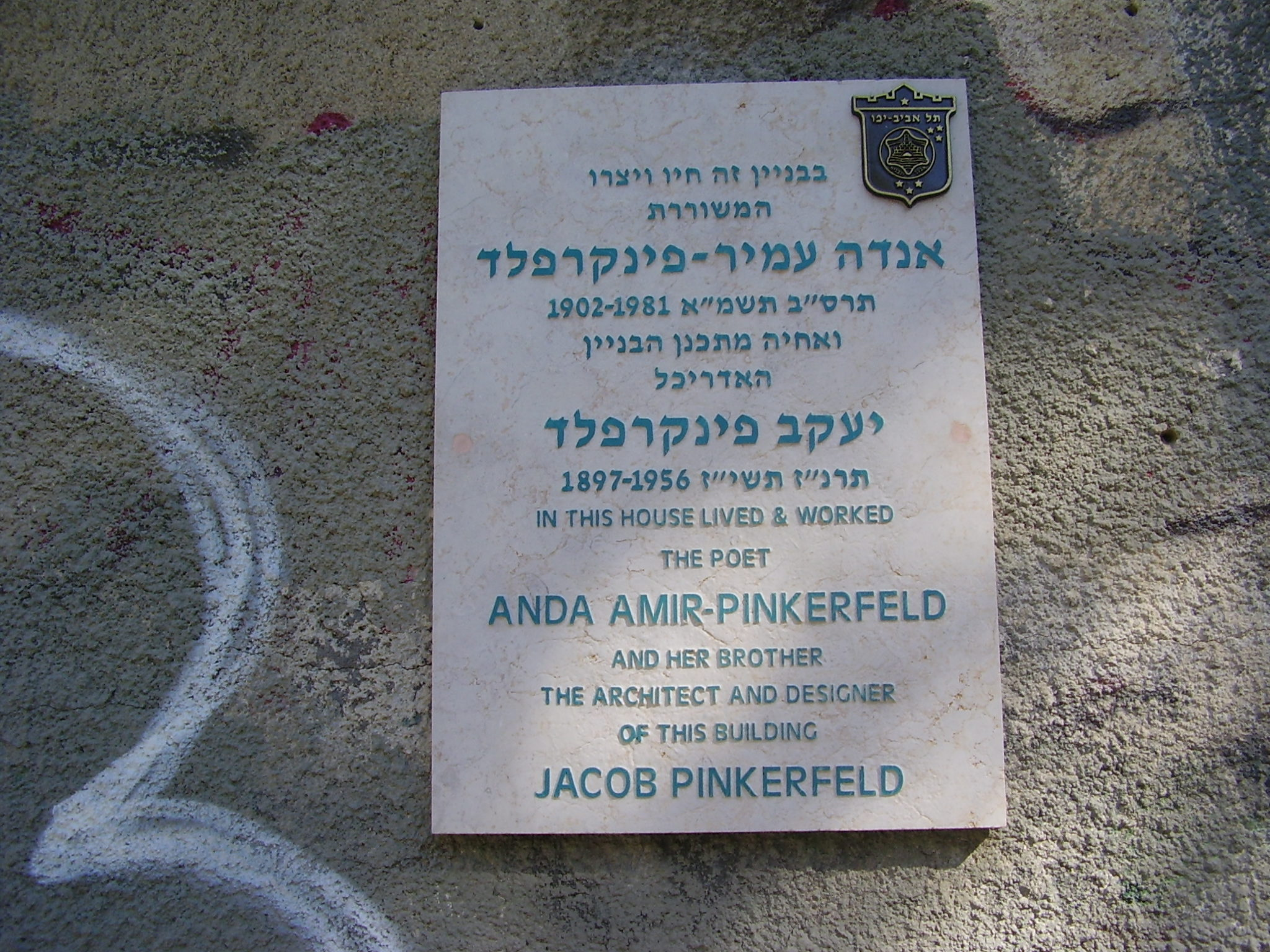
منزل أندا بينكرفيلد في تل أبيب حيث عاشت الكاتبة أندا بينكرفيلد عمير، وشقيقها المعماري يعقوب بينكرفيلد

يعقوب بينكرفيلد (بالعبرية: יעקב פינקרפלד‏) (1897 - 1956) عالم آثار ومهندس معماري إسرائيلي.
عمل بينكرفيلد كمهندس معماري ومصمم، حيث بنى عددًا كبيرًا من المباني العامة. ووفقًا لموقع "أرتلوغ" الإلكتروني، "كان حلمه إنشاء معهد أبحاث للفن اليهودي. وأسس مع مجموعة من الأصدقاء "غانزا"، وهي جمعية الحرف اليهودية، التي أصبحت فيما بعد متحف الإثنوغرافيا والفولكلور في تل أبيب، وعمل مديرا له من عام 1950 حتى وفاته المبكرة.

## مقتله
كان بينكرفيلد أحد علماء الآثار الأربعة الذين قُتلوا في هجوم إطلاق النار في رمات راحيل في 23 سبتمبر / أيلول 1956.

## كتبه
- معابد أرض إسرائيل.) [6]
- المعابد اليهودية في إيطاليا [7] [8]
- معابد شمال إفريقيا[9]
- القدس: المعابد وجماعة القرائين.[10]

## روابط خارجية
- جاكوب بينكرفيلد - 1897-1956، سيرة ذاتية موجزة ولكنها مفصلة في Bauhaus.co.il (تم الوصول إليه في أبريل 2020)
- صفحة جاكوب بينكرفيلد على ويكيبيديا العبرية
- قائمة أعمال جاكوب بينكرفيلد في كتالوج مكتبة إسرائيل الوطنية